# Unité urbaine de Venizel
L'unité urbaine de Venizel est une unité urbaine française centrée sur Venizel, commune du département de l'Aisne.

## Situation géographique
L'unité urbaine de Venizel est située dans le sud-ouest du département de l'Aisne, dans l'arrondissement de Soissons. Elle est située à l'ouest de la région Grand Est et au nord de l'Île-de-France, dans la région des Hauts-de-France.
Traversée par la route nationale 31, Venizel est le centre urbain principal de sa petite agglomération, même si elle se situe à proximité de Soissons à 5 km et de son unité urbaine, dont elle est limitrophe.
Elle est située à 5 km de Soissons, sous-préfecture de l'arrondissement, à 28 km de Laon, préfecture du département de l'Aisne.

## Données générales
En 2020, selon l'INSEE, l'unité urbaine de Venizel est composée de deux communes, toutes situées dans le département de l'Aisne, plus précisément dans l'arrondissement de Soissons.
En 2022, avec 2 474 habitants, elle constitue la vingt-et-deuxième unité urbaine du département de l'Aisne, se classant loin après les unités urbaines de Saint-Quentin (1er rang départemental) et de Soissons (2e rang départemental) et de Laon (3e rang départemental). Elle est la douzième petite unité urbaine du département, derrière celle de Villeneuve-sur-Aisne et du Nouvion-en-Thiérache mais elle devance celle de Saint-Gobain et de Marle dans le département de l'Aisne.
En 2022, sa densité de population qui s'élève à 226 hab/km2 en fait une unité urbaine densément peuplée mais nettement moins élevée que celles de Saint-Quentin (1 281 hab/km2) et de Soissons (766 hab/km2).

## Délimitation de l'unité urbaine de 2020
En 2020, l'INSEE a procédé à une révision des délimitations des unités urbaines de la France ; celle de Venizel a conservé son périmètre de 2010. Lors de la précédente révision en 2010, elle n'a reçu aucune modification par rapport zonage de 1999 et compte deux communes urbaines.

### Liste des communes
La liste ci-dessous comporte les communes appartenant à l'unité urbaine de Venizel selon la nouvelle délimitation de 2020 et sa population municipale en 2022 :
| Code Insee | Nom             | Type         | Superficie (km2) | Population (hab.) | Densité (hab./km2) |
| ---------- | --------------- | ------------ | ---------------- | ----------------- | ------------------ |
| 02089      | Billy-sur-Aisne | Banlieue     | 7,47             | 1 141             | 152,7              |
| 02780      | Venizel         | Ville-centre | 3,71             | 1 333             | 359,3              |

## Évolution démographique
L'unité urbaine de Venizel affiche une évolution démographique contrastée. Après avoir atteint son maximum démographique en 1975 où elle compte 2 907 habitants, la population a baissé pour atteindre 2 465 habitants, avant de connaitre un regain en 2017 avec 2 532 habitants.
| 1968  | 1975  | 1982  | 1990  | 1999  | 2007  | 2012  | 2017  |
| ----- | ----- | ----- | ----- | ----- | ----- | ----- | ----- |
| 2 692 | 2 907 | 2 799 | 2 801 | 2 651 | 2 500 | 2 465 | 2 532 |